# Guenviller
Guenviller és un municipi francès, situat al departament del Mosel·la i a la regió del Gran Est. L'any 2007 tenia 676 habitants.

## Demografia

### Població
El 2007 la població de fet de Guenviller era de 676 persones. Hi havia 268 famílies, de les quals 46 eren unipersonals (21 homes vivint sols i 25 dones vivint soles), 111 parelles sense fills, 103 parelles amb fills i 8 famílies monoparentals amb fills.
La població ha evolucionat segons el següent gràfic:
Habitants censats

### Habitatges
El 2007 hi havia 280 habitatges, 267 eren l'habitatge principal de la família, 1 era una segona residència i 11 estaven desocupats. 255 eren cases i 23 eren apartaments. Dels 267 habitatges principals, 240 estaven ocupats pels seus propietaris, 21 estaven llogats i ocupats pels llogaters i 6 estaven cedits a títol gratuït; 6 tenien dues cambres, 17 en tenien tres, 42 en tenien quatre i 201 en tenien cinc o més. 249 habitatges disposaven pel capbaix d'una plaça de pàrquing. A 95 habitatges hi havia un automòbil i a 155 n'hi havia dos o més.

### Piràmide de població
La piràmide de població per edats i sexe el 2009 era:
| Homes | Edats   | Dones |
| ----- | ------- | ----- |
| 0     | 95 o +  | 0     |
| 0     | 90 a 94 | 0     |
| 8     | 85 a 89 | 4     |
| 4     | 80 a 84 | 0     |
| 16    | 75 a 79 | 12    |
| 4     | 70 a 74 | 24    |
| 16    | 65 a 69 | 8     |
| 16    | 60 a 64 | 16    |
| 20    | 55 a 59 | 20    |
| 48    | 50 a 54 | 24    |
| 20    | 45 a 49 | 44    |
| 40    | 40 a 44 | 40    |
| 12    | 35 a 39 | 12    |
| 4     | 30 a 34 | 8     |
| 24    | 25 a 29 | 12    |
| 32    | 20 a 24 | 8     |
| 44    | 15 a 19 | 24    |
| 12    | 10 a 14 | 20    |
| 16    | 5 a 9   | 8     |
| 0     | 0 a 4   | 4     |

## Economia
El 2007 la població en edat de treballar era de 464 persones, 303 eren actives i 161 eren inactives. De les 303 persones actives 280 estaven ocupades (154 homes i 126 dones) i 22 estaven aturades (9 homes i 13 dones). De les 161 persones inactives 69 estaven jubilades, 29 estaven estudiant i 63 estaven classificades com a «altres inactius».

### Ingressos
El 2009 a Guenviller hi havia 270 unitats fiscals que integraven 693 persones, la mediana anual d'ingressos fiscals per persona era de 20.281 €.

### Activitats econòmiques
Dels 11 establiments que hi havia el 2007, 1 era d'una empresa de fabricació d'altres productes industrials, 3 d'empreses de construcció, 2 d'empreses de comerç i reparació d'automòbils, 2 d'empreses de transport, 2 d'empreses de serveis i 1 d'una entitat de l'administració pública.
Dels 3 establiments de servei als particulars que hi havia el 2009, 1 era una lampisteria i 2 electricistes.

## Equipaments sanitaris i escolars
El 2009 hi havia una escola elemental.

## Poblacions més properes
El següent diagrama mostra les poblacions més properes.